# خط طول 97° شرق
خط طول 97° شرق هو أحد خطوط الطول الجغرافية، والتي تمتد من القطب الشمالي الجغرافي إلى القطب الجنوبي الجغرافي، وحسب التحويل الزمني يتقدم خط طول 97° شرق عن خط غرينتش بـ6 ساعة و28 دقيقة.

## من القطب إلى القطب
ينطلق خط طول 97° شرق من القطب الشمالي نحو القطب الجنوبي مرورا بالمناطق التي ترد في الجدول التالي:
| الإحداثيات                         | البلد أو الإقليم أو البحر | ملاحظات |
| ---------------------------------- | ------------------------- | --- |
| 90°0′N 97°0′E / 90.000°N 97.000°E  | المحيط المتجمد الشمالي    | |
| 80°53′N 97°0′E / 80.883°N 97.000°E | روسيا                     | كراسنويارسك كراي — جزيرة كومسوموليتس و جزيرة ثورة أكتوبر, سيفيرينيا زيمليا |
| 78°56′N 97°0′E / 78.933°N 97.000°E | بحر كارا                  | |
| 76°19′N 97°0′E / 76.317°N 97.000°E | روسيا                     | كراسنويارسك كراي — The Nordenskiöld Archipelago و the mainland إركوتسك أوبلاست — من 55°51′N 97°0′E / 55.850°N 97.000°E توفا — من 53°40′N 97°0′E / 53.667°N 97.000°E                                                       |
| 49°55′N 97°0′E / 49.917°N 97.000°E | منغوليا                   | |
| 42°44′N 97°0′E / 42.733°N 97.000°E | جمهورية الصين الشعبية     | قانسو تشينغهاي — من 39°11′N 97°0′E / 39.183°N 97.000°E منطقة التبت ذاتية الحكم — من 32°3′N 97°0′E / 32.050°N 97.000°E |
| 28°19′N 97°0′E / 28.317°N 97.000°E | الهند                     | أروناجل برديش — partly تملكه جمهورية الصين الشعبية |
| 27°42′N 97°0′E / 27.700°N 97.000°E | ميانمار (Burma)           | |
| 27°19′N 97°0′E / 27.317°N 97.000°E | الهند                     | Arunachal Pradesh — لحوالي 19 km |
| 27°8′N 97°0′E / 27.133°N 97.000°E  | ميانمار (Burma)           | |
| 17°16′N 97°0′E / 17.267°N 97.000°E | المحيط الهندي             | بحر أندامان |
| 5°15′N 97°0′E / 5.250°N 97.000°E   | إندونيسيا                 | جزيرة سومطرة |
| 3°33′N 97°0′E / 3.550°N 97.000°E   | المحيط الهندي             | مرورا بغرب the جزر بانياك, إندونيسيا (في 2°4′N 97°4′E / 2.067°N 97.067°E) · مرورا بغرب the جزيرة نياس, إندونيسيا (في 1°24′N 27°3′E / 1.400°N 27.050°E) · مرورا بشرق the جزر كوكوس (في 12°9′S 96°56′E / 12.150°S 96.933°E) |
| 60°0′S 97°0′E / 60.000°S 97.000°E  | المحيط الجنوبي            | |
| 65°10′S 97°0′E / 65.167°S 97.000°E | القارة القطبية الجنوبية   | الإقليم الأسترالي في القارة القطبية الجنوبية, المطالب الإقليمية بالقارة القطبية الجنوبية by أستراليا |